# یان بروگل مهتر
یان بروگل مهتر (به انگلیسی: Jan Brueghel the Elder); (‎/ˈbruːɡəl/‎؛ همچنین: Breughel ‎/brɔɪɡəl/‎; Dutch: [ˈjɑn ˈbrø:ɣəl]؛ ۱۵۶۸ – ۱۳ ژانویه ۱۶۲۵) نقاش اهل فلاندرز بود. او پسر پیتر بروگل مهتر و پدر یان بروگل کهتر است.

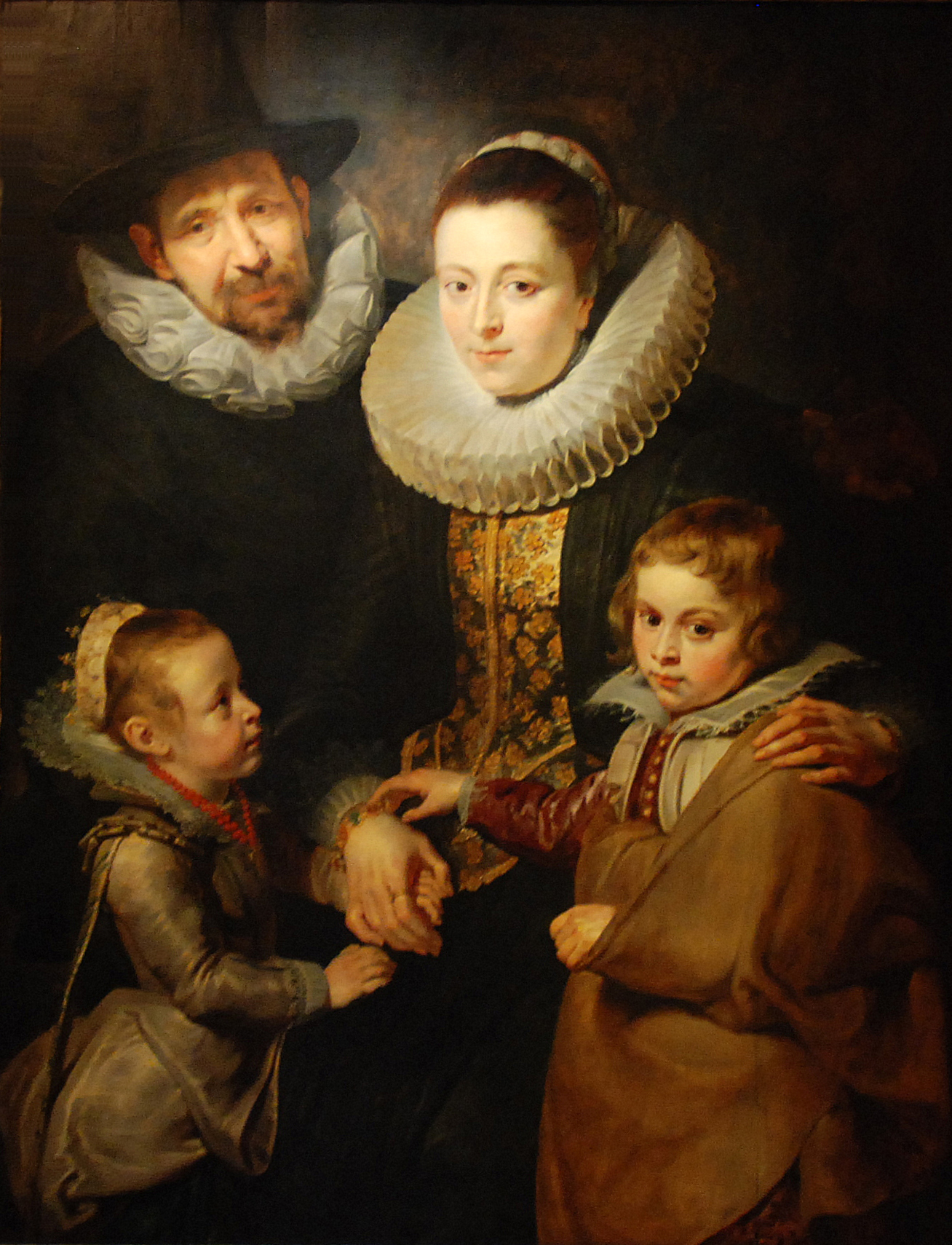
خانواده ژان بروگل مهتر حدود ۱۶۱۲–۱۳ اثر پیتر پل روبنس

او نام‌های مستعار بروگل «مخملی» (Velvet Brueghel)، بروگل «گل» (Flower Brueghel) و بروگل «بهشت» (Paradise Brueghel) داشت که دو مورد آخر به گل‌های طبیعت بی‌جان و مناظر بهشتی که می‌کشید مرتبط است و مورد نخست ممکن است اشاره به تلالو مخملین رنگ‌های او داشته باشد.
او زاده بروکسل بود و یک استودیو در آنتورپ در بلژیک امروزی داشت، جایی که او بر اثر وبا در ۱۳ ژانویه ۱۶۲۵ درآنجا بدرود حیات گفت.

## نگارخانه

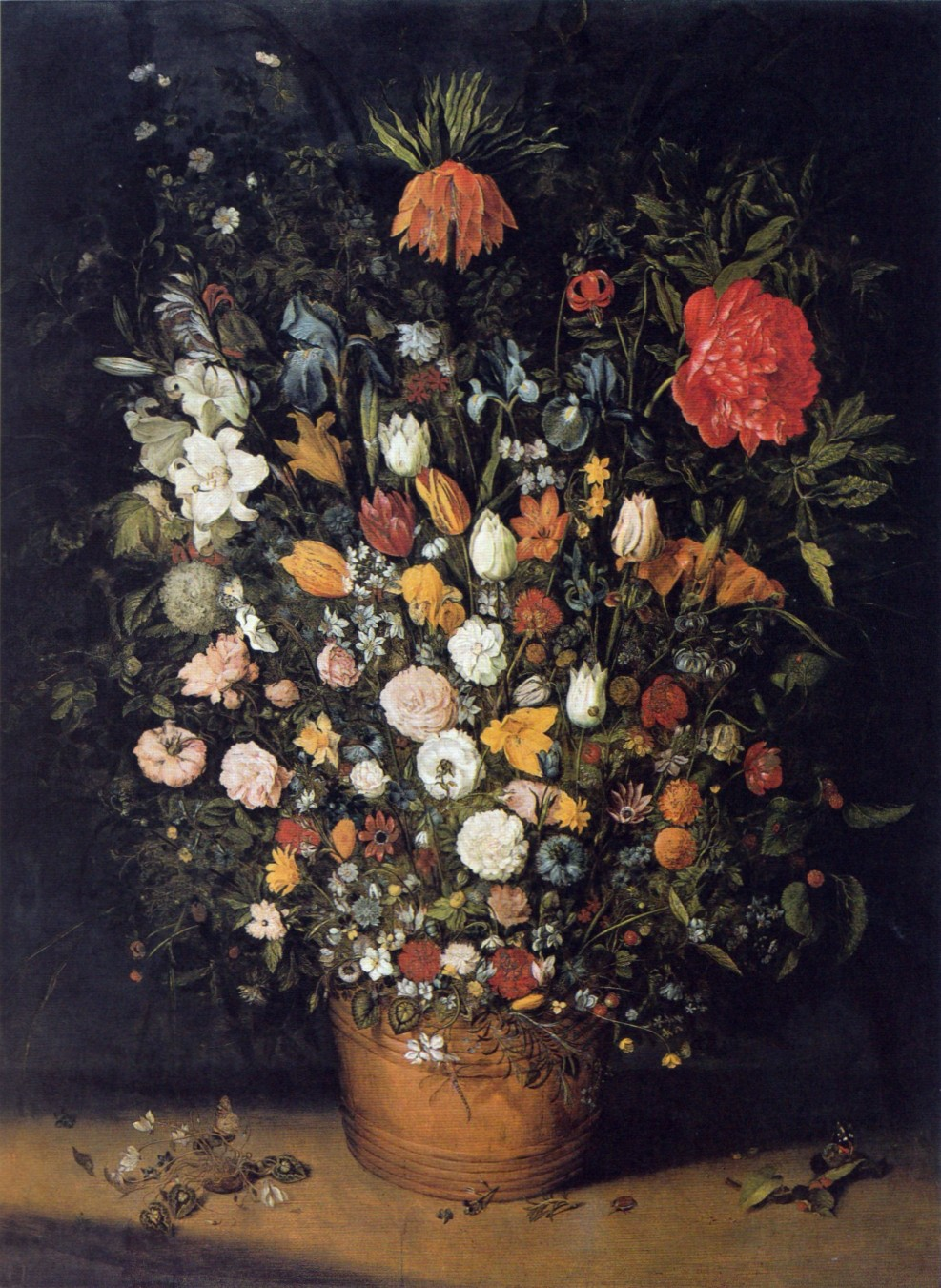
دسته گلنقاشی شده در ۱۶۰۳
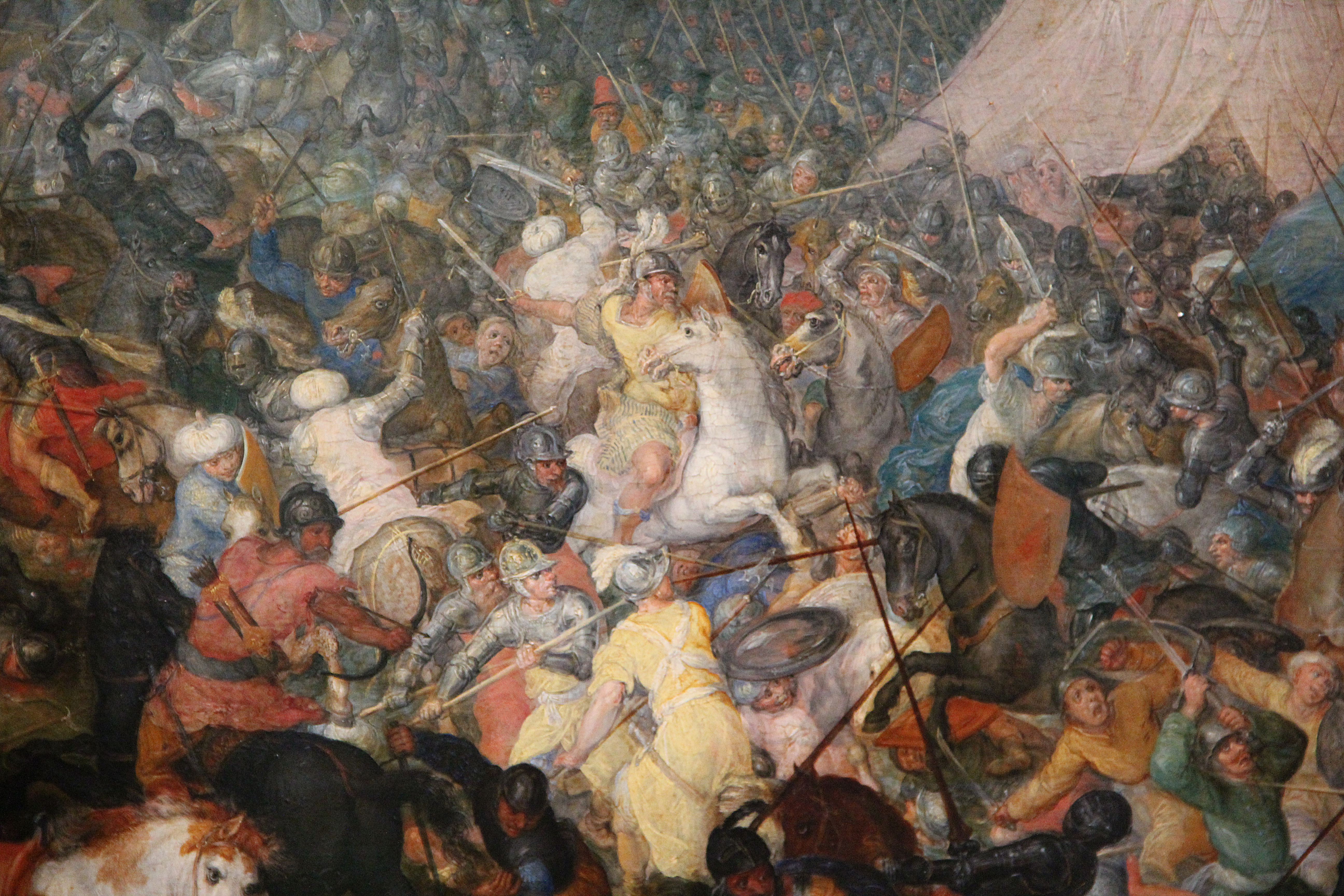
نبرد ایسوس (حدود ۱۵۹۹–۱۶۰۰) در موزه لوور
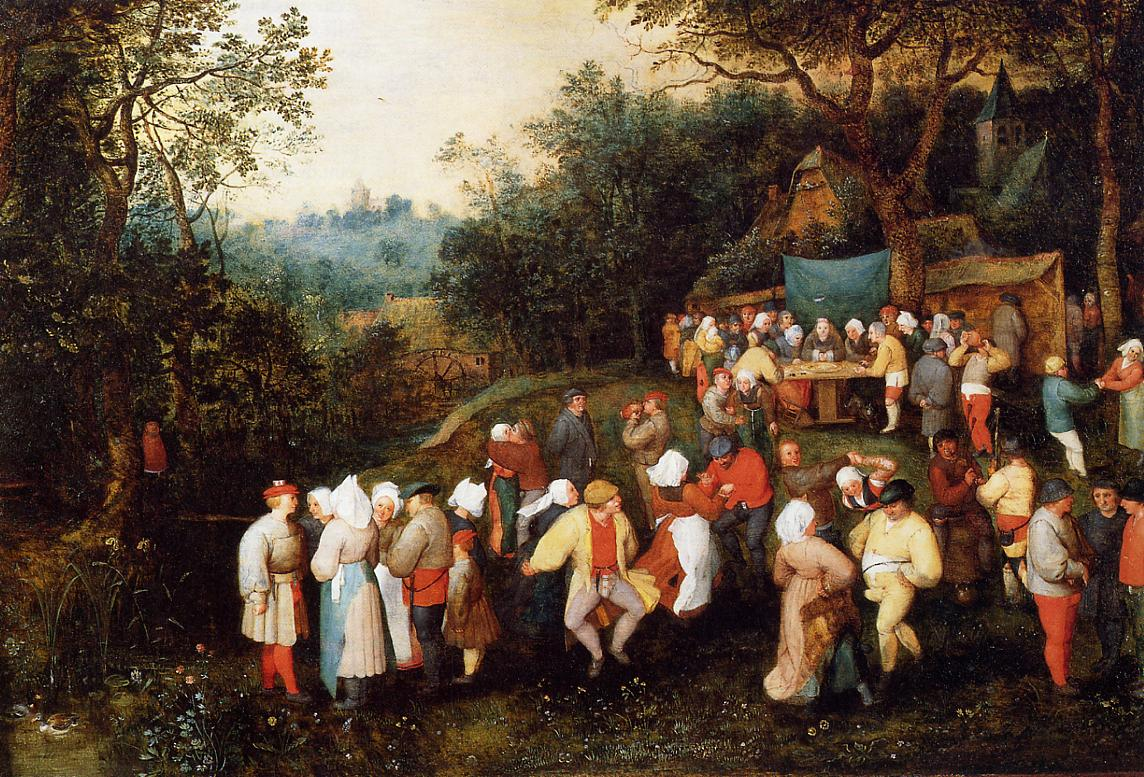
جشن عروسی
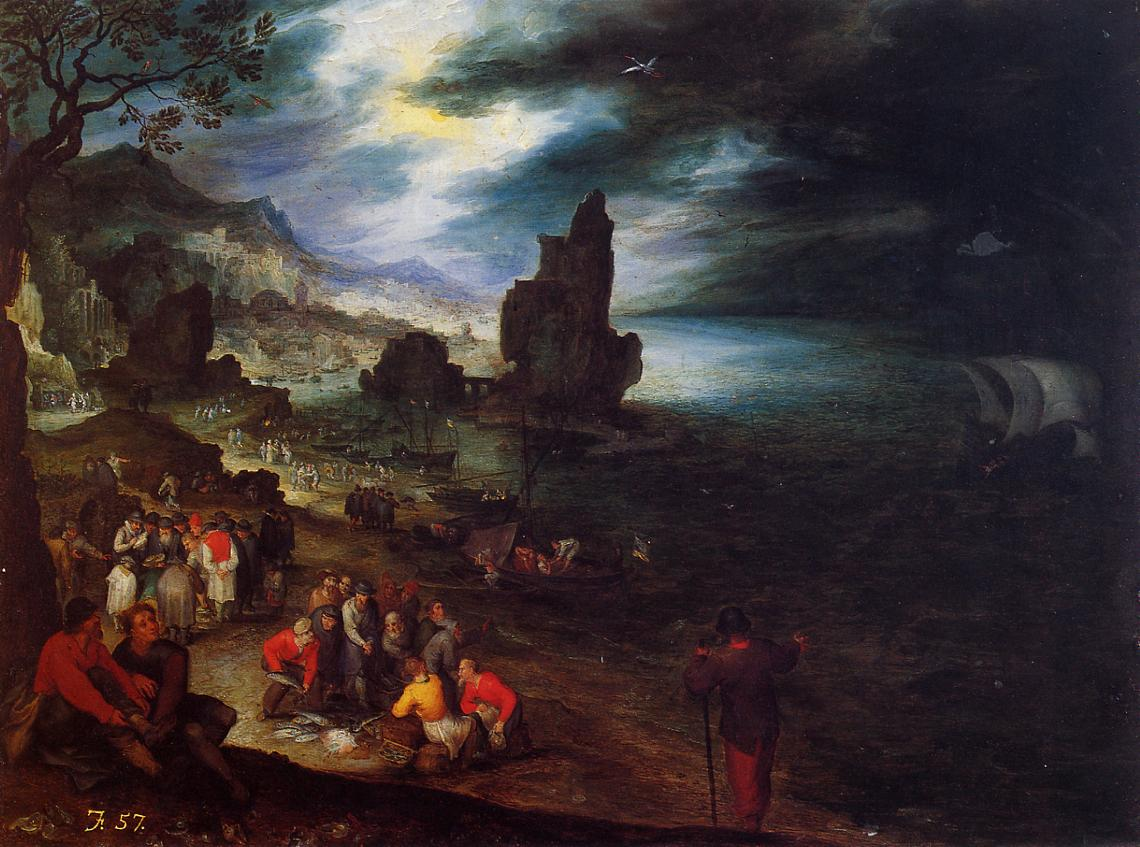
چشم انداز ساحل با قربانی یونس
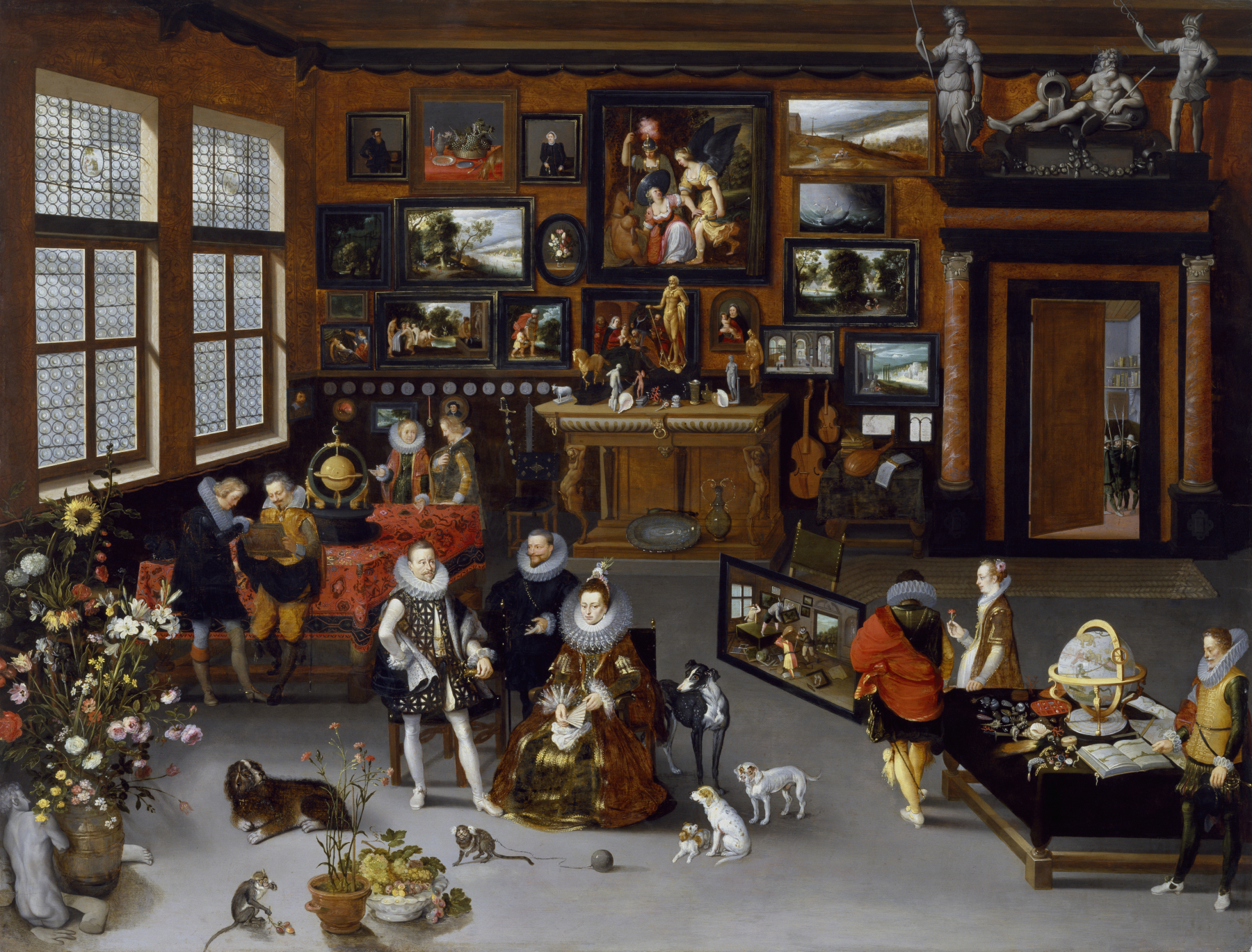
دوک‌های بزرگ آلبرت و ایزابلا از قفسه یک مجموعه‌دار بازدید می‌کنند. موزه هنر والترز